# Limbarda crithmoides
Inule perce-pierre
Espèce
Classification APG III (2009)
L'Inule fausse criste ou Inule perce-pierre (Limbarda crithmoides) est une espèce de plante à fleurs de la famille des Asteraceae.

## Habitats
Elle croît dans les terrains salés ou sur les falaises côtières de l'Eurasie.

## Description
C'est une plante vivace. Elle pousse en touffes et peut atteindre 1 m de haut. Elle a des feuilles étroites et de grandes fleurs composées jaunes dont les capitules peuvent atteindre 2 à 3 cm de diamètre. Celles-ci sont pollinisées par les abeilles, les mouches et les coléoptères.
Sa floraison a lieu de juillet à septembre.

## Utilisation
Les jeunes feuilles peuvent être mangées crues ou cuites comme légume-feuille.

## Synonyme
- Inula crithmoides L., 1753

## Statut de protection
En France, l'espèce est protégée en Basse-Normandie.